# Verfahren gegen die Juntas
Als Verfahren gegen die Juntas (spanisch Juicio a las Juntas) wird der vom 22. April bis 9. Dezember 1985 in Argentinien abgehaltene Gerichtsprozess gegen die Oberbefehlshaber der argentinischen Militärdiktatur von 1976 bis 1983 bezeichnet. Es ist Teil der Aufarbeitung der argentinischen Militärdiktatur.

## Hintergrund
Vom 24. März 1976 bis zum 10. Dezember 1983 wurde Argentinien durch eine Militärdiktatur regiert. Die drei Streitkräfte Heer (Ejército Argentino), Marine (Armada Argentina) und Luftwaffe (Fuerza Aérea Argentina) bildeten gemeinsam eine Junta (bzw. formal mehrere Juntas). Die jeweils machthabenden Generäle wechselten sich im Verlauf der siebenjährigen De-facto-Regierung ab. Es waren Jorge Rafael Videla, Emilio Eduardo Massera, Orlando Agosti (1. Junta), Roberto Eduardo Viola, Armando Lambruschini, Omar Rubens Graffigna (2. Junta), Leopoldo Galtieri, Basilio Arturo Lami Dozo und Jorge Anaya (3. Junta). Zwischen dem 22. Juni und 10. September 1982 gab es aufgrund von Unstimmigkeiten nach dem verlorenen Falklandkrieg keine Militärjunta. Anschließend führte Reynaldo Bignone die vierte Junta mit Cristino Nicolaides, Rubén Oscar Franco und Augusto Jorge Hughes an und leitete den Weg zur Redemokratisierung ein.
Während der Militärdiktatur setzte das Regime systematisch Staatsterror und Verbrechen gegen die Menschlichkeit ein. Unter anderem kam es zu Entführungen, den Betrieb geheimer Folterlager, Mord, Verschwindenlassen, Kindesraub und Zwangsadoption. Die Schätzungen über Opferzahlen liegen bei rund 30.000 Personen.
Im September 1983, einen Monat vor den ersten demokratischen Wahlen dekretierte die letzte Militärjunta eine Amnestie für alle während der Diktatur begangenen Verbrechen von Militärangehörigen (Ley de autoamnistía n.º 229249). Fünf Tage nach der Rückkehr zur Demokratie widerrief der frisch gewählte Präsident Raúl Alfonsín dieses Autoamnestiegesetz und erließ mit dem Dekret 158/83, dass das oberste Militärgericht (Consejo Supremo de las Fuerzas Armadas) über eine Strafe für die Militärjuntas verhandeln sollte. Im Dekret wurde auf einen Prozess gegen die Angehörigen der vierten Junta (Bignone, Nicolaides, Franco und Hughes) verzichtet. Gleichzeitig beauftragte er die Comisión Nacional sobre la Desaparición de Personas (CONADEP), die Verbrechen der Militärdiktatur aufzuarbeiten. Bis zum 20. September 1984 dokumentierte sie in ihrem Schlussbericht „Nunca más“ knapp 10.000 Fälle von verschwundenen Personen (Desaparecidos) und verwies auf eine Dunkelziffer. Der Consejo Supremo de las Fuerzas Armadas teilte am 25. September 1984 mit, dass das Verhalten der Militärs rechtmäßig gewesen sei. Daraufhin wurde dem Militärgericht die Zuständigkeit entzogen und das oberste zivile Gericht (Corte Suprema) mit der Aufarbeitung des Sachverhalts betraut.

## Der Prozess

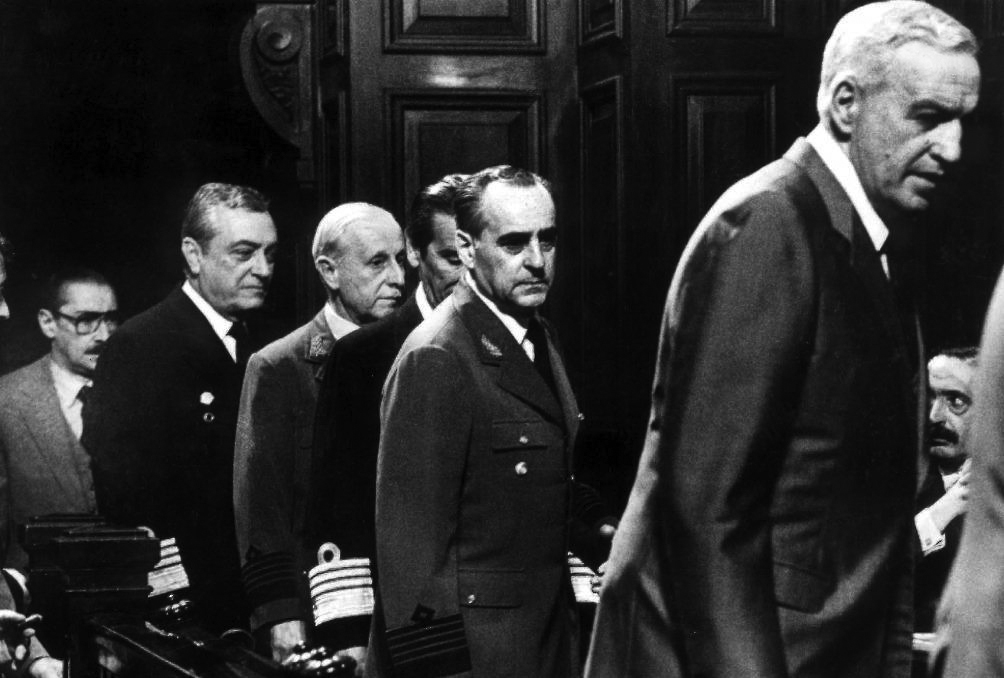
Die Angeklagten betreten den Gerichtssaal

Der Prozess begann am 22. April und endete am 9. Dezember 1985 mit dem Urteilsspruch. Angeklagt wurden die neun Oberbefehlshaber: Jorge Rafael Videla, Emilio Eduardo Massera, Orlando Agosti, Roberto Eduardo Viola, Armando Lambruschini, Omar Rubens Graffigna, Leopoldo Galtieri, Basilio Arturo Lami Dozo und Jorge Anaya. Das Verfahren wurde von den Richtern León Arslanian, Ricardo Gil Lavedra, Jorge Torlasco, Andrés D’Alessio, Guillermo Ledesma und Jorge Valerga Aráoz geleitet.
Die Verteidigung übernahmen 23 Anwälte. Jorge Videla war der einzige, der sich von einem Pflichtverteidiger, Carlos Tavares, verteidigen ließ. Die Verteidigung zielte darauf ab, die dokumentierten Verbrechen als Exzesse einzelner Militärangehöriger auf unterer Ebene darzustellen und ohnehin die Maßnahmen als Teil einer notwendigen Kriegsoperation einzuordnen, da man sich im Rahmen des so genannten Prozesses der Nationalen Reorganisation in einem bürgerkriegsähnlichen Zustand mit Guerillagruppen (insbes. den Montoneros) befunden habe.
Die Anklage übernahm der Staatsanwalt Julio Strassera mit seinem Assistenten Luis Moreno Ocampo und einem Team von jungen Anwälten. Strasseras Anklage arbeitete darauf hin nachzuweisen, dass es durch die Militärjunta einen systematischen von den obersten Militärs gebilligten Vernichtungsplan gegen Regimegegner gegeben habe, und dass dieser Plan im gesamten Staatsgebiet wirksam gewesen ist. Strassera und sein Team sammelten zahlreiche Zeugenaussagen, die von Staatsterror durch Mord, Entführung, der Errichtung von geheimen Folterlagern, Verschwindenlassen, Kindesentzug und Zwangsadoption berichteten. Dabei griffen sie auch auf die Ergebnisse der Comisión Nacional sobre la Desaparición de Personas (CONADEP) zu. Strassera wählte 282 exemplarische Fälle für das Verfahren aus und lud 839 Zeugen vor. Seine Anklage legte auch Wert darauf festzuhalten, dass es sich bei den Aktionen der Militärs nicht um notwendige Maßnahmen im Rahmen einer militärischen Operation gegen Guerillas handelte, eine Behauptung, auf die sich die Verteidigung zurückzog.
Vom 22. April bis zum 14. August 1985 fanden die öffentlichen Anhörungen statt, bei der insbesondere die Zeugen vorgeladen waren. Begleitet wurde der Prozess von regelmäßigen Morddrohungen gegen einige Richter und vor allem gegen Strassera und dessen Familie. Trotz dieser Drohungen trug Strassera sein Plädoyer zwischen dem 11. und dem 18. September 1985 vor und endete mit dem berühmt gewordenen Ausspruch: „Quiero utilizar una frase que no me pertenece, porque pertenece ya a todo el pueblo argentino. Señores jueces: Nunca más.“ („Ich möchte einen Satz verwenden, der nicht mir gehört, denn er gehört schon dem gesamten argentinischen Volk. Meine Herren Richter: Nie wieder.“)

## Urteile
Die Urteile wurden am 9. Dezember 1985 verkündet und es kam zu folgenden Haftstrafen bzw. Freisprüchen:
- Jorge Videla: lebenslänglich
- Emilio Massera: lebenslänglich
- Roberto Viola: 17 Jahre
- Armando Lambruschini: 8 Jahre
- Orlando Agosti: 4 Jahre und sechs Monate
- Omar Graffigna: Freispruch
- Basilio Arturo Lami Dozo: Freispruch
- Leopoldo Galtieri: Freispruch
- Jorge Anaya: Freispruch

Die Angehörigen der dritten Junta (Galtieri, Anaya und Lami Dozo) wurden freigesprochen, da sich die Anklage auf den Nachweis eines staatsterroristischen Systems nach dem Militärputsch konzentriert hatte und den drei späteren Oberbefehlshabern zu dem Zeitpunkt keine unmittelbare persönliche Involvierung nachweisen konnte.

## Einordnung des Prozesses
Das Verfahren gegen die Juntas von 1985 wird als Meilenstein des zu dem Zeitpunkt erst kürzlich redemokratisierten Argentiniens bezeichnet und mit den Nürnberger Kriegsverbrecherprozessen verglichen, da es in beiden Verfahren um von einem Staat ausgehende Verbrechen gegen die Menschlichkeit ging. Für derartige Prozesse gab es seinerzeit nur wenige Vorbilder. Ein wesentlicher Unterschied zu den Nürnberger Prozessen liegt darin, dass das Verfahren nicht durch ein internationales Tribunal, sondern durch die betroffene Zivilgesellschaft selbst und nach argentinischem Recht abgehalten wurde, und dass das Militär Argentiniens auch nach der Diktatur in seiner Funktion weiterhin Bestand hatte.

## Amnestierungen und weitere Prozesse gegen die neun Oberbefehlshaber
In einem weiteren Gerichtsverfahren (Causa Malvinas) mussten sich 1986 die zuvor freigesprochenen Militärs der dritten Junta vor dem obersten Militärgericht (Consejo Supremo de las Fuerzas Armadas) für die „falsche und unsachgemäße Einschätzung der Situation vor und im Falklandkrieg“ verantworten. Leopoldo Galtieri wurde zu 12 Jahren, Basilio Arturo Lami Dozo zu 14 Jahren und Jorge Anaya zu 8 Jahren Haft verurteilt.
Präsident Raúl Alfonsín geriet zunehmend unter Druck und sah sich zu Eingeständnissen gegenüber den Militärs gedrängt. So wurde 1986 das Schlussstrichgesetz (Ley de Punto final) verabschiedet, welches nur noch einen Zeitraum von 60 Tagen für das Vorbringen von weiteren Anklagen wegen Verschwindenlassens erlaubte und damit de facto weitere Verfahren unterband.
Auch Alfonsíns Nachfolger, Carlos Menem, machte den Militärs weitere Zugeständnisse. So amnestierte er kurz nach Amtsantritt 1989 trotz breiter Proteste der Bevölkerung 220 bereits verurteilte Militärs, darunter Galtieri, Lami Dozo und Anaya. Ein Jahr später und damit fünf Jahre nach ihrer Verurteilung, am 30. Dezember 1990, erhielten auch die seit dem Verfahren 1985 inhaftierten Videla, Massera, Agosti, Viola und Lambruschini die Amnestie.
Erst nach der Abwahl Menems, 1998, beantragte der Congreso, die Amnestiegesetze aufzuheben. Es dauerte bis 2003 unter der Präsidentschaft Néstor Kirchners, bis die ersten Verfahren wieder eröffnet wurden. 2010 bestätigte schließlich das Verfassungsgericht die Rücknahme der Amnestiegesetze und die Rechtmäßigkeit der ursprünglichen Urteile gegen die Militärs.
Bereits seit 1998 ermittelte die Staatsanwaltschaft in Nürnberg wegen der Ermordung deutscher Staatsbürger gegen 55 argentinische Militärs, darunter auch die Personen (mit Ausnahme der bereits verstorbenen Viola und Agosti), die 1985 vor Gericht standen.
Von März 2011 bis Juli 2012 wurde in Buenos Aires der erste Prozess wegen des systematischen Raubs von Kindern während der Militärdiktatur von 1976 bis 1983 abgehalten. Videla wurde zu 50 Jahren und Bignone zu 15 Jahren Haft verurteilt.

## Kulturelle Aufarbeitung
Im Mittelpunkt des 2022 erschienenen Spielfilms Argentinien, 1985 – Nie wieder (Regie: Santiago Mitre) steht das Gerichtsverfahren. Der Film erhielt zahlreiche Auszeichnungen. Ebenso fokussiert der 2023 herausgebrachte Dokumentarfilm El Juicio von Ulises de la Orden diesen Prozess. Er besteht aus Videoaufnahmen aus dem Gerichtssaal.